# Premi PEN/Faulkner de Ficció
El Premi PEN/Faulkner de Ficció (PEN/Faulkner Award for Fiction, en anglès) és un premi literari lliurat cada any per la Fundació PEN/Faulkner a l'autor estatunidenc de la millor obra de ficció de l'any. El guanyador rep 15.000 dòlars i cada un dels quatre finalistes, 5.000. La fundació porta el guanyador i els finalistes a Washington DC a llegir els seus treballs al Gran Saló de la Folger Shakespeare Library.
La Fundació PEN/Faulkner és una creació de la generositat de l'escriptor William Faulkner quan va donar el seu Premi Nobel de Literatura de 1949 «per a establir un fons per a donar suport i encoratjar nous escriptors de ficció». Està afiliada amb l'organització PEN Club Internacional d'escriptors.
El premi va ser lliurat per primera vegada el 1981.

## Guanyadors i finalistes[2]
- 1981 - Walter Abish, How German Is It
  - Shirley Hazzard, The Transit of Venus
  - Walker Percy, The Second Coming
  - Gilbert Sorrentino, Aberration of Starlight
  - John Kennedy Toole, A Confederacy of Dunces
- 1982 - David Bradley, The Chaneysville Incident
  - Donald Barthelme, Sixty Stories
  - Richard Bausch, Take Me Back
  - Mark Helprin, Ellis Island and Other Stories
  - Marilynne Robinson, Housekeeping
  - Robert Stone, A Flag for Sunrise
- 1983 - Toby Olson, Seaview
  - Maureen Howard, Grace Abounding
  - Bobbie Ann Mason, Shiloh and Other Stories
  - George Steiner, The Portage to San Cristobal of A.H.
  - Anne Tyler, Dinner at the Homesick Restaurant
  - William S. Wilson, Birthplace
- 1984 - John Edgar Wideman, Sent for You Yesterday
  - Ron Hansen, The Assassination of Jesse James by the Coward Robert Ford
  - William Kennedy, Ironweed
  - Jamaica Kincaid, At the Bottom of the River
  - Bernard Malamud, The Stories
  - Cynthia Ozick, The Cannibal Galaxy
- 1985 - Tobias Wolff, The Barracks Thief
  - Harriet Doerr, Stones for Ibarra
  - Donald Hays, The Dixie Association
  - David Leavitt, Family Dancing
  - James Purdy, On Glory's Course
- 1986 - Peter Taylor, The Old Forest and Other Stories
  - William Gaddis, Carpenter's Gothic
  - Larry McMurtry, Lonesome Dove
  - Hugh Nissenson, The Tree of Life
  - Helen Norris, The Christmas Wife: Stories
  - Grace Paley, Later the Same Day
- 1987 - Richard Wiley, Soldiers in Hiding
  - Richard Ford, The Sportswriter
  - Charles R. Johnson, The Sorcerer's Apprentice
  - Janet Kauffman, Collaborators
  - Maureen Howard, Expensive Habits
- 1988 - T. Coraghessan Boyle, World's End
  - Richard Bausch, Spirits, And Other Stories
  - Alice McDermott, That Night
  - Cynthia Ozick, The Messiah of Stockholm
  - Lawrence Thornton, Imagining Argentina
- 1989 - James Salter, Dusk and Other Stories
  - Mary McGarry Morris, Vanished
  - Thomas Savage, The Corner of Rife and Pacific
  - Isaac Bashevis Singer, The Death of Methuselah and Other Stories
- 1990 - E.L. Doctorow, Billy Bathgate
  - Russell Banks, Affliction
  - Molly Gloss, The Jump-Off Creek
  - Josephine Jacobsen, On the Island: New and Selected Stories
  - Lynne Sharon Schwartz, Leaving Brooklyn
- 1991 - John Edgar Wideman, Philadelphia Fire
  - Paul Auster, The Music of Chance
  - Joanne Meschery, A Gentleman's Guide to the Frontier
  - Steven Millhauser, The Barnum Museum
  - Joanna Scott, Arrogance
- 1992 - Don DeLillo, Mao II
  - Stephen Dixon, Frog
  - Paul Gervais, Extraordinary People
  - Allan Gurganus, White People
- 1993 - E. Annie Proulx, Postcards
  - Robert Olen Butler, A Good Scent from a Strange Mountain
  - Francisco Goldman, The Long Night of White Chickens
  - Maureen Howard, Natural History
  - Sylvia Watanabe, Talking to the Dead
- 1994 - Philip Roth, Operation Shylock
  - Stanley Elkin, Van Gogh's Room at Arles
  - Dagoberto Gilb, The Magic of Blood
  - Fae Myenne Ng, Bone
  - Kate Wheeler, Not Where I Started From
- 1995 - David Guterson, Snow Falling on Cedars
  - Frederick Busch, The Children in the Woods
  - Ursula Hegi, Stones from the River
  - Joyce Carol Oates, What I Lived For
  - Joanna Scott, Various Antidotes
- 1996 - Richard Ford, Independence Day
  - Madison Smartt Bell, All Souls' Rising
  - William H. Gass, The Tunnel
  - Claire Messud, When The World Was Steady
  - A.J. Verdelle, The Good Negress
- 1997 - Gina Berriault, Women in Their Beds
  - Daniel Akst, St. Burl's Obituary
  - Kathleen Cambor, The Book of Mercy
  - Ron Hansen, Atticus
  - Jamaica Kincaid, The Autobiography of My Mother
- 1998 - Rafi Zabor, The Bear Comes Home
  - Donald Antrim, The Hundred Brothers
  - Rilla Askew, The Mercy Seat
  - Mary Gaitskill, Because They Wanted To
  - Francisco Goldman, The Ordinary Seaman
- 1999 - Michael Cunningham, The Hours
  - Russell Banks, Cloudsplitter
  - Barbara Kingsolver, The Poisonwood Bible
  - Brian Morton, Starting Out in the Evening
  - Richard Selzer, The Doctor Stories
- 2000 - Ha Jin, Waiting
  - Frederick Busch, The Night Inspector
  - Ken Kalfus, Pu-239 And Other Russian Fantasies
  - Elizabeth Strout, Amy And Isabelle
  - Lily Tuck, Siam, or the Woman Who Shot a Man
- 2001 - Philip Roth, The Human Stain
  - Michael Chabon, The Amazing Adventures of Kavalier and Clay
  - Millicent Dillon, Harry Gold
  - Denis Johnson, The Name of the World
  - Mona Simpson, Off Keck Road
- 2002 - Ann Patchett, Bel Canto
  - Karen Joy Fowler, Sister Noon
  - Jonathan Franzen, The Corrections
  - Claire Messud, The Hunters
  - Manil Suri, The Death of Vishnu
- 2003 - Sabina Murray, The Caprices
  - Peter Cameron, The City of Your Final Destination
  - William Kennedy, Roscoe
  - Victor LaValle, The Ecstatic
  - Gilbert Sorrentino, Little Casino
- 2004 - John Updike, The Early Stories: 1953–1975
  - Frederick Barthelme, Elroy Nights
  - ZZ Packer, Drinking Coffee Elsewhere
  - Caryl Phillips, A Distant Shore
  - Tobias Wolff, Old School
- 2005 - Ha Jin, War Trash
  - Jerome Charyn, The Green Lantern
  - Edwidge Danticat, The Dew Breaker
  - Marilynne Robinson, Gilead
  - Steve Yarbrough, Prisoners of War
- 2006 - E.L. Doctorow, The March
  - Karen Fisher, A Sudden Country
  - William Henry Lewis, I Got Somebody in Staunton
  - James Salter, Last Night
  - Bruce Wagner, The Chrysanthemum Palace
- 2007 - Philip Roth, Everyman
  - Charles D'Ambrosio, The Dead Fish Museum
  - Deborah Eisenberg, Twilight of the Superheroes
  - Amy Hempel, The Collected Stories of Amy Hempel
  - Edward P. Jones, All Aunt Hagar's Children
- 2008 - Kate Christensen, The Great Man
  - Annie Dillard, The Maytrees
  - David Leavitt, The Indian Clerk
  - T. M. McNally, The Gateway
  - Ron Rash, Chemistry and Other Stories
- 2009 - Joseph O'Neill, Netherland
  - Sarah Shun-lien Bynum, Ms. Hempel Chronicles
  - Susan Choi, A Person of Interest
  - Richard Price, Lush Life
  - Ron Rash, Serena
- 2010 - Sherman Alexie, War Dances
  - Barbara Kingsolver, The Lacuna
  - Lorraine Lopéz, Homicide Survivors Picnic
  - Lorrie Moore, A Gate at the Stairs
  - Colson Whitehead, Sag Harbor
- 2011 - Deborah Eisenberg, The Collected Stories of Deborah Eisenberg
  - Jennifer Egan, A Visit from the Goon Squad
  - Jaimy Gordon, Lord of Misrule
  - Eric Puchner, Model Home
  - Brad Watson, Aliens in the Prime of Their Lives: Stories
- 2012 - Julie Otsuka, The Buddha in the Attic
  - Russell Banks, Lost Memory of Skin
  - Don DeLillo, The Angel Esmeralda
  - Anita Desai, The Artist of Disappearance
  - Steven Millhauser, We Others: New and Selected Stories
- 2013 - Benjamin Alire Sáenz, Everything Begins and Ends at the Kentucky Club
  - Amelia Gray, THREATS
  - Laird Hunt, Kind One
  - T. Geronimo Johnson, Hold It 'Til It Hurts
  - Thomas Mallon, Watergate
- 2014 - Karen Joy Fowler, We Are All Completely Beside Ourselves
  - Daniel Alarcón, At Night We Walk in Circles
  - Percival Everett, Percival Everett by Virgil Russell
  - Joan Silber, Fools
  - Valerie Trueblood, Search Party: Stories of Rescue
- 2015 - Atticus Lish, Preparation for the Next Life'
  - Jeffrey Renard Allen, Song of the Shank
  - Jennifer Clement, Prayers for the Stolen
  - Emily St. John Mandel, Station Eleven
  - Jenny Offill, Dept. of Speculation
- 2016 - James Hannaham, Delicious Foods
  - Julie Iromuanya, Mr. and Mrs. Doctor
  - Viet Thanh Nguyen, The Sympathizer
  - Elizabeth Tallent, Mendocino Fire: Stories
  - Luis Alberto Urrea, The Water Museum: Stories
- 2017 - Imbolo Mbue, Behold the Dreamers
  - Viet Dinh, After Disasters
  - Louise Erdrich,  LaRose
  - Garth Greenwell, What Belongs to You
  - Sunil Yapa, Your Heart is a Muscle the Size of a Fist
- 2018 - Joan Silber, Improvement
  - Hernán Diaz, In the Distance
  - Samantha Hunt, The Dark Dark
  - Achy Obejas, The Tower of the Antilles
  - Jesmyn Ward, Sing, Unburied, Sing
- 2019 - Azareen Van der Vliet Oloomi, Call Me Zebra
  - Blanche McCrary Boyd, Tomb of the Unknown Racist
  - Richard Powers, The Overstory
  - Ivelisse Rodriguez, Love War Stories
- 2020 – Chloe Aridjis, Sea Monsters
  - Yiyun Li, Where Reasons End
  - Peter Rock, The Night Swimmers
  - Maurice Carlos Ruffin, We Cast a Shadow
  - Ocean Vuong, On Earth We're Briefly Gorgeous
- 2021 – Deesha Philyaw, The Secret Lives of Church Ladies[3]
  - Matthew Salesses, Disappear Doppelgänger Disappear
  - Rufi Thorpe, The Knockout Queen
  - Robin Wasserman, Mother Daughter Widow Wife
  - Steve Wiegenstein, Scattered Lights

- 2022 – Rabih Alameddine, The Wrong End of the Telescope
  - Jonathan Escoffery, If I Survive You
  - Julie Otsuka, The Swimmers
  - Jamil Jan Kochai, The Haunting of Hajji Hotak and Other Stories
  - Ling Ma, Bliss Montage

- 2023 – Yiyun Li, The Book of Goose
  - Hernan Diaz, Trust
  - Dionne Irving, The Islands
  - Jamil Jan Kochai, The Haunting of Hajji Hotak and Other Stories
  - Sabaa Tahir, All My Rage

- 2024 – Claire Jiménez, What Happened to Ruthy Ramirez
  - Jamel Brinkley, Witness
  - Henry Hoke, Open Throat
  - Alice McDermott, Absolution
  - Colin Winnette, Users